# Premi Tony a les millors orquestracions
El Premi Tony a les millors orquestracions és el Premi Tony atorgat als orquestradors musicals, tant d'obres com de musicals. El premi s'atorga des del 1997.

## Guanyadors i nominats

### 1990
| - 1997 Jonathan Tunick – Titanic - Michael Gibson – Steel Pier - Luther Henderson – Play On! - Don Sebesky & Harold Wheeler – The Life - 1998 Bill Brohn – Ragtime - Robert Elhai, Bruce Fowler & David Metzger – The Lion King - Michael Gibson – Cabaret - Stanley Silverman – The Capeman - 1999 Doug Besterman & Ralph Burns – Fosse - David Cullen – Swan Lake - Don Sebesky – Parade - Harold Wheeler – Little Me |

### 2000
| - 2000 Don Sebesky – Kiss Me, Kate - Doug Besterman – The Music Man - Jonathan Tunick – Marie Christine - Harold Wheeler – Swing! - 2001 Doug Besterman – The Producers - Larry Hochman – A Class Act - Jonathan Tuncik – Follies - Harold Wheeler – The Full Monty - 2002 Doug Besterman & Ralph Burns – Thoroughly Modern Millie - Benny Andersson, Martin Koch & Björn Ulvaeus – Mamma Mia! - Bill Brohn – Sweet Smell of Success - Bruce Coughlin – Urinetown - 2003 Billy Joel & Stuart Malina – Movin' Out - Nicholas Kitsopoulos – La bohème - Jonathan Tunick – Nine - Harold Wheeler – Hairspray - 2004 Michael Starobin – Assassins - Paul Bogaev – Bombay Dreams - Bill Brohn – Wicked - Larry Hochman – Fiddler on the Roof | - 2005 Bruce Coughlin, Adam Guettel & Ted Sperling – The Light in the Piazza - Larry Hochman – Monty Python's Spamalot - Jonathan Tunick – Pacific Overtures - Harold Wheeler – Dirty Rotten Scoundrels - 2006 Sarah Travis – Sweeney Todd: el barber diabòlic del carrer Fleet - Larry Blank – The Drowsy Chaperone - Dick Lieb & Danny Troob – The Pajama Game - Steve Orich – Jersey Boys - 2007 Duncan Sheik – Spring Awakening - Bruce Coughlin – Grey Gardens - Jonathan Tunick – LoveMusik - Jonathan Tunick – 110 in the Shade - 2008 Alex Lacamoire & Bill Sherman – In the Heights - Jason Carr – Sunday in the Park with George - Heidi Rodewald & Stew – Passing Strange - Jonathan Tunick – A Catered Affair - 2009 Martin Koch – Billy Elliot (empat) - Tom Kitt & Michael Starobin – Next to Normal (empat) - Larry Blank– White Christmas - John Clancy & Danny Troob – Shrek the Musical |

### 2010
| - 2010 David Bryan & Daryl Waters – Memphis - Jason Carr – La Cage aux Folles - Aaron Johnson – Fela! - Jonathan Tunick – Promises, Promises - 2011 Larry Hochman & Stephen Oremus – The Book of Mormon - Doug Besterman – How to Succeed in Business Without Really Trying - Larry Blank & Marc Shaiman – Catch Me If You Can - Larry Hochman– The Scottsboro Boys - 2012 Martin Lowe – Once - Bill Brohn & Christopher Jahnke – Porgy and Bess - Bill Elliott – Nice Work If You Can Get It - Danny Troob – Newsies - 2013 Stephen Oremus – Kinky Boots - Bryan Crook & Ethan Popp – Motown: The Musical - Chris Nightingale – Matilda the Musical - Danny Troob – Rodgers and Hammerstein's Cinderella - 2014 Jason Robert Brown – The Bridges of Madison County - Doug Besterman – Bullets Over Broadway - Steve Sidwell – Beautiful: The Carole King Musical - Jonathan Tunick – A Gentleman's Guide to Love and Murder | - 2015 Christopher Austin, Bill Elliott & Don Sebesky – An American in Paris - John Clancy – Fun Home - Larry Hochman – Something Rotten! - Rob Mathes – The Last Ship - 2016 Alex Lacamoire – Hamilton - August Eriksmoen – Bright Star - Larry Hochman – She Loves Me - Daryl Waters – Shuffle Along - 2017 Alex Lacamoire – Dear Evan Hansen - Bill Elliott & Greg Anthony Rassen – Bandstand - Larry Hochman – Hello, Dolly! - Dave Malloy – Natasha, Pierre & The Great Comet of 1812 - 2018 Jamshied Sharifi – The Band's Visit - John Clancy – Mean Girls - Tom Kitt – SpongeBob SquarePants - Annmarie Milazzo & Michael Starobin – Once on This Island - Jonathan Tunick – Carousel - 2019 Michael Chorney & Todd Sickafoose – Hadestown - Larry Hochman – Kiss Me, Kate - Daniel Kluger – Oklahoma! - Simon Hale – Tootsie - Harold Wheeler – Ain't Too Proud |

### 2020
| - 2021 Katie Kresek, Justin Levine, Charlie Rosen & Matt Stine – Moulin Rouge - Tom Kitt – Jagged Little Pill - Ethan Popp – Tina |

## Rècords

### Múltiples premis
| 3 premis - Doug Besterman - Alex Lacamoire | 2 premis - Ralph Burns - Stephen Oremus - Don Sebesky - Michael Starobin |

### Múltiples nominacions
| 11 nominacions - Jonathan Tunick 9 nominacions - Larry Hochman 7 nominacions - Harold Wheeler 5 nominacions - Doug Besterman 4 nominacions - Bill Brohn - Don Sebesky - Danny Troob | 3 nominacions - Larry Blank - John Clancy - Bruce Coughlin - Bill Elliott - Tom Kitt - Alex Lacamoire - Michael Starobin 2 nominacions - Ralph Burns - Jason Carr - Michael Gibson - Martin Koch - Stephen Oremus - Daryl Waters |